# Magali Mendy
Pour les articles homonymes, voir Mendy.
Magali Mendy, née à Choisy-le-Roi (Val-de-Marne) le 6 février 1990, est une joueuse de basket-ball française évoluant au poste d'arrière.
Joueuse au parcours atypique, elle est élue meilleure joueuse de la deuxième division Française (LF2) en 2017. Elle se révèle sur le tard en première division (LFB) à 28 ans et intègre l’ équipe de France de basket-ball à 29 ans.
Dotée de qualités athlétiques au dessus de la moyenne, elle est reconnue comme une « valeur sûre » des deux côtés du terrain.

## Biographie
Issue d'une famille très sportive, ses six frères jouent tous au football ; l'un d'entre eux évolue à haut niveau, au Portugal en 2e division, tandis que sa sœur est handballeuse. Jeune, Magali Mendy est très attirée par l'athlétisme, mais s'oriente finalement vers le basket dès l'âge de huit ans.
À 18 ans, la native du Val-de-Marne intègre le centre de formation de Reims pour la saison 2008-2009 avec Saint-Jacques sous les ordres de Fabrice Lefrançois en Nationale 3.
Avant de disputer quelques bouts de matches de Ligue 2 avec le Reims BF la saison suivante. Elle arrive ensuite à Pleyber Christ (devenu Landerneau Bretagne Basket) pour gagner du temps de jeu.
Cette joueuse athlétique arrive à l'Avenir Basket Chartres en 2013 après une saison blanche. En effet, blessée en fin de saison (rupture des ligaments croisés), aucun club ne la fait signer pour l'exercice 2012-2013 à la suite du dépôt de bilan de l'Étoile de Voiron en début de saison. Elle en profite pour suivre une formation d'agent d'escale. Et dès le mois de février, elle s'entraîne avec le Centre Fédéral.
En 2013-2014, Magali Mendy réalise une excellente saison avec l'AB Chartres. À un match de la fin de saison, la basketteuse de 23 ans est la meilleure joueuse chartraine de la saison, la 6e du championnat (17,4 d'éval) et la 9e meilleure marqueuse (14,9 points). Elle ne cache alors pas ses envies de jouer dans l'élite.
Après une saison 2015-2016 avec le club allemand de Keltern, elle retrouve Chartres pour une saison qui la voir être récompensée du titre de meilleure joueuse de Ligue avec 17,7 points (3e du championnat) et 7,8 rebonds (11e). Ses performances sont remarquées par le club espagnol d’Uni Gérone CB qualifié pour l'Eurocoupe. En seizièmes de finale de l'Eurocoupe contre Olympiakos, elle inscrit 21 points et prend 5 rebonds aidant à la qualification des siennes pour le tour suivant.
Pour la saison 2018-2019, elle effectue son retour en France à Villeneuve-d'Ascq. Recrutée par Frédéric Dusart, il n'est faisait pas une priorité mais elle profite d'une blessure en pré-saison pour s'imposer dans le cinq de départ et ne plus jamais le quitter. Fin novembre, ses statistiques sont de 13,6 points par match avec 40% de réussite à 3-points, 5 rebonds, 1,8 passe décisive, 2,4 interceptions, 1,6 balle perdue et 4,4 fautes provoquées pour ses débuts en LFB. Mais c'est s
Elle est présélectionnée en équipe de France pour le championnat d'Europe 2019, mais elle n'est pas retenue dans la sélection finale et ne dispute pas de rencontre amicale. Elle dispute sa première rencontre lors d'une rencontre de préparation face à l'Espagne en novembre 2019 pour 5 points à 2/3 aux tirs en 11 minutes lors de la victoire des Bleues 55 à 51.
C'est cependant de nouveau une équipe étrangère, son ancien club de Gérone, qui lui permet de découvrir l'Euroligue avec 11 points, 42,8% de réussite aux tirs, dont 50,6% à 2-points, 35% à 3-points, 3,5 rebonds et 1,9 passe décisive pour une évaluation moyenne de 10,5 en 27 minutes de jeu, puis en 2020-2021, elle s'engage pour Bourges, également qualifié en Euroligue.
Elle joue une seule saison à Bourges, puis est engagée par les Flammes Carolo pour le début de la saison LFB 2021-2022. Fin décembre, Magali Mendy quitte le club au terme de sa pige médicale (9,6 points et 2,9 rebonds de moyenne) et s'engage de nouveau pour le club espagnol d’Uni Gérone CB jusque 2024.
Sans club depuis 2024, elle s’engage en mars avec le Tarbes Gespe Bigorre pour la fin de la saison et les deux suivantes.

## Palmarès
- Vainqueur super coupe d’Espagne 2020
- Meilleure joueuse du championnat LF2 2016/2017
- Défenseuse de l’année en LF2 2014, 2015 et 2017

## Statistiques
| Saison    | Club             | Championnat | Championnat | Championnat | Coupe | Coupe | Total | Total |
| Saison    | Club             | Division    | MJ          | Moy         | MJ    | Moy   | MJ    | Moy   |
| --------- | ---------------- | ----------- | ----------- | ----------- | ----- | ----- | ----- | ----- |
| 2009-2010 | Reims BF         | LF2         | 23          | 3           |       |       |       |       |
| 2010-2011 | Pleyber Christ   | LF2         | 28          | 11.8        |       |       |       |       |
| 2011-2012 | Étoile de Voiron | LF2         | 25          | 13.3        |       |       |       |       |
| 2012-2013 | sans club        |             |             |             |       |       |       |       |
| 2013-2014 | AB Chartres      | LF2         | 23          | 15.4        |       |       |       |       |
| 2014-2015 | AB Chartres      | LF2         |             |             |       |       |       |       |
| 2015-2016 | Keltern          |             |             |             |       |       |       |       |
| 2016-2017 | AB Chartres      | LF2         |             |             |       |       |       |       |